# Claude Ménard
Arsène Claude Ménard (ur. 14 listopada 1906 w Montrésor, zm. 2 września 1980 w Amboise) – francuski lekkoatleta specjalizujący się w skoku wzwyż, dwukrotny uczestnik letnich igrzysk olimpijskich (Amsterdam 1928, Los Angeles 1932), brązowy medalista olimpijski z Amsterdamu w skoku wzwyż.

## Sukcesy sportowe
- czterokrotny mistrz Francji w skoku wzwyż – 1926, 1927, 1928, 1930[1]
- mistrz Wielkiej Brytanii w skoku wzwyż – 1928[2]

| Rok  | Miasto      | Zawody               | Konkurencja | Wynik         |
| ---- | ----------- | -------------------- | ----------- | ------------- |
| 1928 | Amsterdam   | Igrzyska olimpijskie | skok wzwyż  | brązowy medal |
| 1932 | Los Angeles | Igrzyska olimpijskie | skok wzwyż  | 9. miejsce    |

## Rekordy życiowe
- skok wzwyż – 1,92 – Dairen 23/09/1928[3]